# 罗伯特·莱万多夫斯基
羅伯特·萊萬多夫斯基（波蘭語：Robert Lewandowski，發音：[ˈrɔbɛrt lɛvanˈdɔfskʲi] ⓘ；1988年8月21日—），波蘭足球員，司職前鋒，現時效力西班牙甲組足球聯賽球會巴塞隆拿和前波蘭國家隊隊長。利雲度夫斯基為現役以至歷史上最偉大前鋒之一，同時也是德甲及拜仁慕尼黑最成功的球員之一，曾六奪金靴。，多次帶領實力較弱的波蘭國家隊闖入世界盃、歐洲盃決賽周，被譽為九五至尊（德甲九分鐘入五球）。他目前的職業生涯已為所有球會以至國家隊合共攻入超過600球，僅次美斯和C朗。
萊萬多夫斯基在波蘭聯賽出道，助列克普士蘭贏得09/10球季波蘭甲組聯賽冠軍後前往鄰近的德國，轉會至著名德甲球會多蒙特並在此成名，旋即為球隊贏得及衛冕10/11及11/12球季德甲冠軍，更於12/13球季助球隊闖進歐聯決賽，惜敗於國內老對手拜仁慕尼黑之下。經過四年效力，他於合約到期後免費轉投競爭對手——德甲班霸拜仁慕尼黑，於兩支隊伍都先後贏得德甲以及德甲神射手的獎項。2015年在拜仁慕尼黑對陣禾夫斯堡的賽事中，萊萬多夫斯基以後備身分上場，僅僅在9分鐘內就射入5球，在德甲史上創下了4個健力士世界紀錄，分別是最快單場4球（5分42秒）、最快帽子戲法（3分22秒）、最快單場5球（8分59秒）與及後備球員最多單場入球數（5球）等多項紀錄。他後來在拜仁贏得19/20球季歐聯冠軍，先後六次奪得德國甲組足球聯賽神射手榮譽，僅次於德國傳奇球星「轟炸機」盖德·穆勒的七次；國家隊方面，他率領波蘭連續晉身2016、2020兩屆歐洲國家盃決賽周（波蘭在歐國盃以往舉辦多屆以來合計僅僅只晉身過一次），並且作為主力隨同波蘭在2016年歷史性打入該賽事最後八強，可惜於互射12碼階段落敗予當屆冠軍葡萄牙，未能更進一步。他現時为波蘭國家隊隊長。
萊萬多夫斯基曾於2020及2021年度兩奪金球獎最佳前鋒，且在2020年拿到金球獎，實力在現今球壇毋庸置疑。他的風格獨特，身為中鋒，體格健碩卻動作靈活；侵略性高、擁有敏銳的門前觸覺，入球能力驚人；控球非常出色，盤球也不俗，既可背向龍門護球與隊友做配合，也可獨自製造射門機會。更是12碼劊子好手。雖然定位是九號球員，但能勝任翼鋒甚至墮後組織的工作，十分全面。2020年全世界都認為是他最耀眼的一季並成為金球獎大熱，卻不幸遇上疫情導致頒獎禮停辦，而失去最佳得獎機會，其後於2021年他只能屈居第二，以33分僅次在美斯之後。

## 俱乐部生涯

### 早年
2004年，16岁的利雲度夫斯基在華沙巴索維亞开始了其职业生涯。一年后，他转投波兰足球丙级联赛球队华沙德尔塔，为球队出场10次，踢進4球。同年代表纳谢尔斯克野猫队Żbik Nasielsk踢進一球。2005/2006赛季，莱万多夫斯基加盟华沙莱吉亚，为莱吉亚二队出场3次踢進2球。

### 普鲁什科夫火炬
06—07賽季，萊萬多夫斯基以5000歐元的價格轉會到普魯什科夫火炬隊，他以15球成為波蘭丙級聯賽最佳射手，幫助球隊升入波蘭足球乙級聯賽。第二個賽季，他在32場比賽中收穫21粒進球，再度榮膺最佳射手。

### 波兹南莱克成名
2008年6月，波茲南萊克以150萬茲羅提將莱万多夫斯基簽入。7月，莱万多夫斯基首次代表球隊參賽，他替補出場踢進全場唯一一粒進球，幫助球隊在歐洲聯盟杯資格賽中戰勝阿塞拜疆球隊哈紮爾利高倫。莱万多夫斯基在波蘭足球甲級聯賽處子秀中代表球隊迎戰貝烏哈圖夫GKS，他在替補上場4分鐘後（全場比賽第67分鐘）奉獻出一記腳後跟破門，踢進了球隊第二粒進球。在國內頂級聯賽征戰的第一個賽季，莱万多夫斯基出場30次攻入14粒進球，當選波蘭甲級聯賽最佳新秀。次年，莱万多夫斯基出場28次踢進18球，獲得波蘭甲級聯賽最佳射手，力助球隊登頂波甲。

### 转投德甲多特蒙德

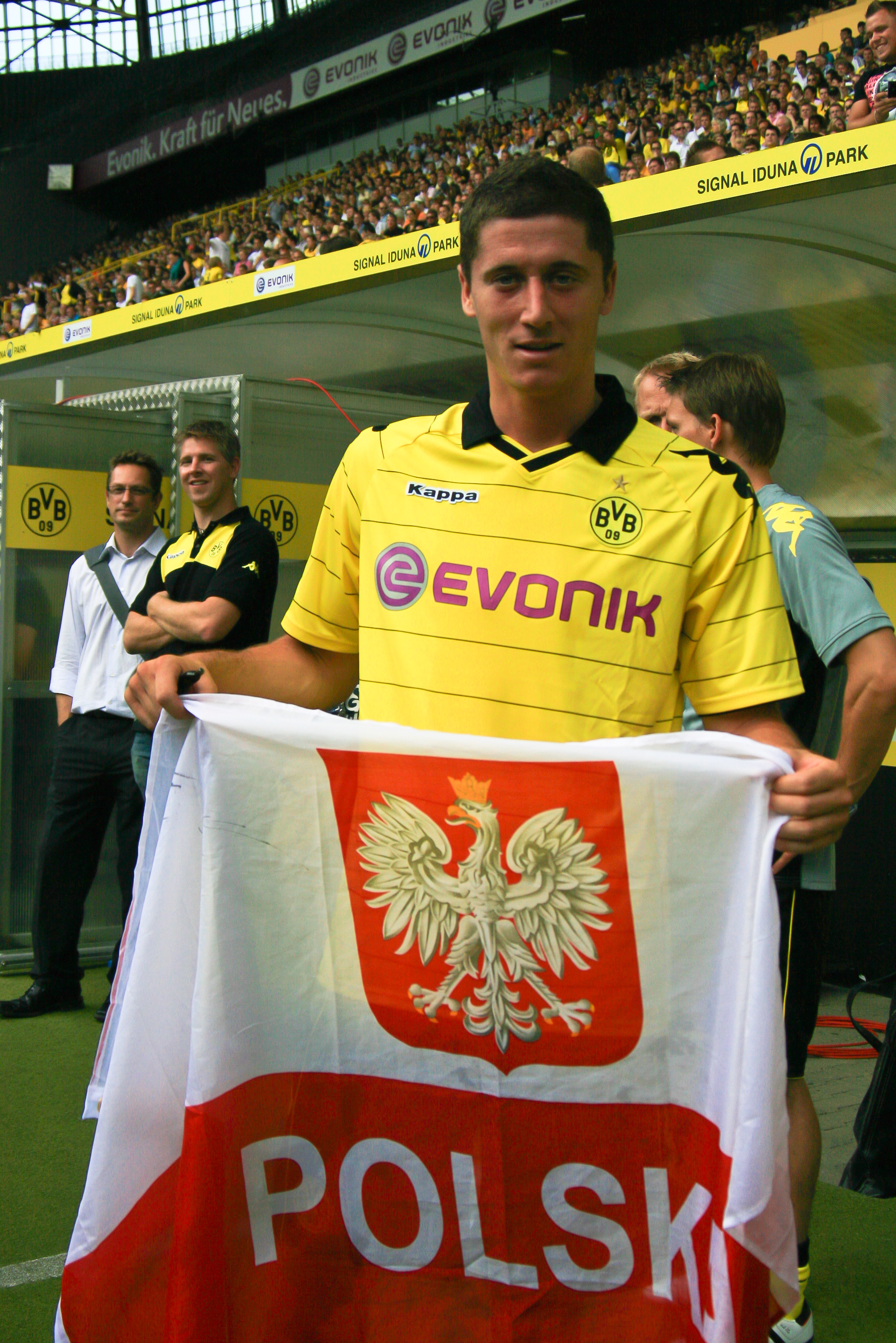
莱万多夫斯基在多特蒙德（2010年）

2010年夏天，莱万多夫斯基的轉會傳聞四起，包括那不勒斯、富勒姆、布萊克本、伯明罕以及熱那亞等球隊都先後出價求購這名球員。5月5日多特蒙德俱樂部總監宣佈與其簽約，消息稱轉會費為450萬歐元，合同為期四年。首個德甲賽季其更多擔任的是替補角色。在聯賽第4輪（9月19日）魯爾德比中，他踢進來到德甲後的首個進球，協助球隊以3比1戰勝沙爾克04。

#### 2011—12赛季
莱万多夫斯基在11—12賽季擠掉了之前的主力中鋒，德甲最佳射手盧卡斯·巴里奧斯成為多特蒙德首發陣容的常客。自第3輪對陣紐倫堡打開進球帳戶後，莱万多夫斯基又在10月1日球隊以4比1戰勝奧格斯堡的比賽中上演個人在德甲的首個帽子戲法。第10輪，在與科隆的比賽中，他又梅開二度。聯賽倒數第三輪，莱万多夫斯基又為隊友香川真司送出助攻，球隊最終以2比0戰勝門興格拉德巴赫，衛冕德甲冠軍。11/12賽季，莱万多夫斯基聯賽出場34次斬獲22球，8個助攻，是多特蒙德成功衛冕德甲冠軍的首席射手。德國杯決賽中，莱万多夫斯基上演帽子戲法，助多特蒙德5:2大勝拜仁慕尼黑隊奪冠，完成俱樂部獲得首個雙冠王的榮譽。

#### 2012—13赛季
雖然多特蒙德在德甲的統治地位被拜仁慕尼黑終結，不過莱万多夫斯基依然成為了聯賽的第一射手。在歐冠比賽中他的進球也達到了兩位數，特別是半決賽主場對陣皇家馬德里的比賽裡他個人踢進四個入球幫助球隊大勝，也成為歷史上第一個在歐冠半決賽中踢進四球、第一個歐冠面對皇家馬德里單場踢進四球的球員。

### 加盟拜仁慕尼黑

#### 2014—15年球季
2014年1月4日，拜仁慕尼黑正式與萊萬多夫斯基簽訂為期5年的工作合同。與多特蒙德履行完最後的半年合同後，於7月1日加盟拜仁慕尼黑，并在八天后以拜仁球员的身份亮相安联球场。
2014年7月21日，萊萬多夫斯基在拜仁的友誼賽中初次亮相並踢進一球。同年8月6日，他在波特蘭市舉辦的拜仁對美國足球大聯盟全明星隊友誼賽中獲得開場入球，但球隊被全明星隊以2球逆轉惜敗。
2014年8月13日，萊萬多夫斯基以拜仁球員的身份在德國超級杯中對戰老東家多特蒙德，不過拜仁最終被多特蒙德以2球擊敗，而他在比賽中也鮮有閃光機會。不過十七天後，萊萬多夫斯基在對戰沙爾克04的德甲揭幕戰中攻入扳平一球，幫助拜仁以不敗姿態開始新賽季。
2014年11月1日，莱万多夫斯基在德甲联赛中首次对阵多特蒙德。相比超级杯的平庸，他这次攻入多蒙特大门，助球队2-1获胜。他亦在对多蒙特的第三场比赛中踢進全场唯一入球，帮助拜仁在联赛上双杀多蒙特。
2015年2月15日，莱万多夫斯基在拜仁6-0大胜SC帕德博恩07的比赛上梅开二度，而他在比赛上进的第二个球成为了他的第十个联赛进球。同年4月21号，他在拜仁主场迎战葡超球队波尔图的欧冠比赛上，凭借上半场的梅开二度，帮助拜仁6-1史诗逆转波尔图，从而以7-4的总分（拜仁首场比赛1-3败给波尔图）帮助拜仁晋级欧冠半决赛。五天之后，由于沃尔夫斯堡输给门兴巴德格拉赫，使莱万随拜仁提前获得该赛季的德甲冠军。4月28日，莱万在对战老东家多特的德国杯半决赛时入球，帮球队保持1-1的比分，直到拜仁在点球大战上惜败为止。赛季结束后，莱万在拜仁的首个赛季以满意收场：在31场德甲赛事中进17球，与拜仁队友罗本共享德甲射手榜亚军 （该赛季的德甲射手榜冠军是法兰克福的亚历山大梅耶）。他在该赛季全部比赛出场49次，有25粒入球。
2015年8月1日，莱万多夫斯基在对阵沃尔夫斯堡的德国超级杯中登场，不过在七十二分钟后被换下，而球队也在点球大战中惜败于对手。八天之后，他在对诺丁根的德国杯晋级赛上入球，助球队3-1获胜。

#### 2015—16年球季
2015年8月14号，他在对汉堡的德甲揭幕战中进球，帮助拜仁5-0血洗对手。
2015年9月22日，拜仁主場對陣沃爾夫斯堡，但上半場結束時0比1落後對手。萊萬多夫斯基在下半場開始時替換蒂亞戈入場，隨後以替補球員的身份在九分鐘內連進五球，幫助拜仁以5-1的比分成功復仇，結束了沃爾夫斯堡的14場連續不敗紀錄。他本人亦憑藉這場比賽獲得四項金氏世界紀錄認證：德甲史上最快帽子戲法（3分22秒）、德甲史上最快單場四球（5分42秒）、德甲史上最快單場五球（8分59秒）、德甲史上替補球員最高單場進球（5球）。他也是自從Opta開始統計球員數據後，在歐陸頂級聯賽上最快進五球的球員（九分鐘五球；539秒）。也就在他创纪录的四天后，他在对阵美因茨05时梅开二度，助球队3-0获胜。那场比赛的两粒进球成为了他在德甲168次出场的第100粒和第101粒进球，创下外国球员在德甲的记录。他也凭借该场比赛积累了7场德甲联赛10粒进球的数据 - 只有拜仁和西德传奇射手盖德穆勒能与莱万并肩。
2015年9月29号，莱万多夫斯基在对战萨格勒布迪纳摩的欧冠小组赛上带帽（帽子戏法），拜仁也凭借他的神勇表现5-0狂屠对手。与此同时，莱万也达成了个人职业生涯新高：在三场比赛内进十球，而且都是在同一周。五天之后，莱万继续他的神勇表现，在拜仁5-1屠杀多特的比赛中梅开二度，也帮助他斩获4场比赛进14球的逆天数据。同年10月24号，莱万在拜仁对科隆的比赛中进球，帮助拜仁以4-0的比分书写传奇：第一支赢得开局十场比赛，以及第一支获得一千场胜利的德甲球队。

#### 2017年至2022年
2019/20球季，萊萬多夫斯基隨拜仁慕尼黑在歐冠賽事以史無前例的全勝姿態奪冠，並且繼2012-13球季後再次享譽歐冠、德甲及德國杯三冠王。他在本屆歐冠賽事10場比賽合計射入15球，為歐冠史上個人單季入球數第三多，且前兩名都比他多出賽至少三場（本賽季的歐冠八強及四強淘汰賽改成於中立場地單場決勝）。他也是繼1971—72賽季的克魯伊夫以後，史上第二個在三冠王賽季中獲得全部三項賽事神射手頭銜（而且克魯伊夫當年的歐冠神射手是四人並列，本季萊萬多夫斯基則在全部賽事的進球榜都是獨走）的人，獲選為德國足球先生及歐洲足協年度最佳男子球員。2020年12月17日，莱万多夫斯基憑藉他再2019/20球季的傑出表現获得了2020年世界足球先生獎。
2020/21賽季，他在歐冠表現不如去年出色，但他在德甲從開季以來以驚人的速度不斷刷新各項最快進球紀錄，包含2020年10月4日，萊萬多夫斯基在對陣柏林赫塔的比賽大放異彩，连进4球完成大四喜，助球隊以4比3勝出。他最終在本季德甲賽事29場進41球的成績打破了穆勒高懸近50年的單季進40球紀錄，再度獲選為德國足球先生。歐冠賽場上，他合計出賽6場進5球，因在八強賽前受傷缺賽，拜仁最後在八強賽以兩場合計3比3的比數，因客場進球劣勢而敗給了去年決賽的對手巴黎聖日耳曼。
2021/22賽季，萊萬多夫斯基於歐冠第二場小組賽5比0擊敗基輔迪納摩的比賽中獨進兩球，成為史上第一位在歐冠18連勝的球員。在同賽季的歐冠第四場小組賽為其生涯第100場的歐冠賽事，前百場進81球為歷史上最多。
2021年11月，萊萬多夫斯基入圍2021年金球獎，並獲得金球獎年度最佳前鋒獎。2022年，羅伯特·萊萬多夫斯基和阿萊克西婭·普特利亞斯獲選2021年國際足球總會最佳男子球員獎和最佳女子球員獎。
2022年5月，萊萬多夫斯基宣布他在拜仁慕尼黑俱樂部的時間已經結束，他希望不會被迫強留在即將到來的2022—23賽季。

### 巴塞隆拿
2022年7月，西甲球會巴塞隆拿宣布以5000萬歐元從拜仁慕尼黑羅致萊萬多夫斯基。
2023年5月14日，他梅開二度幫助巴塞隆納4-2擊敗西班牙人，確認了西甲冠軍 。2022-23西甲賽季結束時，萊萬多夫斯基在34場比賽中攻入23球，贏得了他的第一個皮奇奇獎盃，成為五大聯賽中第一位連續六個賽季獲得最佳射手獎的球員。
2023年9月19日，萊萬多夫斯基在2023–24年歐洲冠軍聯賽首輪比賽，巴塞主場5-0大勝安特衛普的賽事中攻入一球，使他的歐聯進球數達到一百大關，是第三位取得此殊榮的球員。 9月23日，他梅開二度，幫助巴塞隆納在主場3-2戰勝維戈塞爾塔的比賽中扭轉兩球落後的局面，成為俱樂部21世紀前50場比賽中的最佳射手。先前的紀錄由萨缪埃尔·埃托奥保持。
2024年2月17日，萊萬多夫斯基在第97分鐘罰進點球，幫助巴塞隆納2-1擊敗塞爾塔。就過去十年來歐洲五大主要足球聯賽的進球數（407）而言，他成為最成功的足球員。4月29日，他在4-2擊敗瓦倫西亞的比賽中上演決定性的帽子戲法，並成為巴塞隆納最年長以头球梅开二度的球員。
2024年9月25日，他在巴塞罗那1-0战胜赫塔菲的比赛中攻入制胜一球。这是莱万多夫斯基在西甲联赛中攻入的第49个进球，使他超越扬·乌尔班，成为西甲联赛历史上进球最多的波兰球员。
2024年10月，因为守门员和俱乐部队友达史特根的伤病，迎接了自己国家队的队友兼好友沃伊切赫·什琴斯尼的到来，罗伯特對沃伊切赫復出的決定是其中重要組成部分，因為他是第一個試圖說服沃伊切赫實現這個想法的人。
2024年11月23日，他在對維戈塞爾塔的比賽中進球，最終球隊2-2平手。透過這粒進球，萊萬多夫斯基連續第14個賽季為俱樂部攻入至少20球，超越了利昂内尔·梅西保持的紀錄。
2024—25赛季，莱万多夫斯基跟随巴萨夺得西甲冠军、国王杯冠军、西班牙超级杯冠军的本土三冠王，莱万当赛季为巴塞罗那打入42球，荣膺队内射手王并斩获西甲银靴和欧冠铜靴，2025年5月25日，莱万在对阵毕尔巴鄂竞技的比赛中梅开二度，打入加盟巴萨以来的第100球。

## 国家队生涯

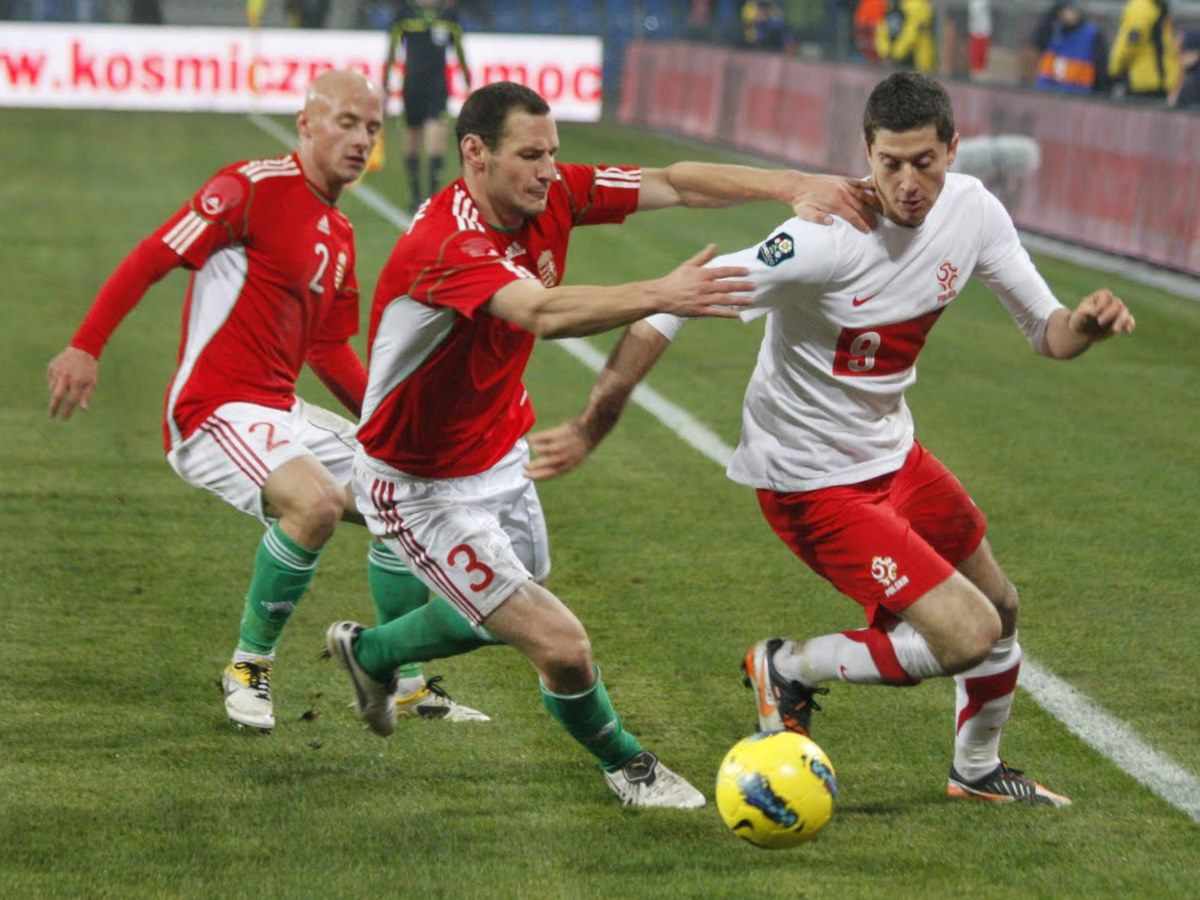
莱万多夫斯基为波兰队出战

莱万多夫斯基三次为波兰21岁以下国家队出战，对手分别是英格蘭、保加利亞以及芬蘭。他在08年3月同英格兰的友谊赛中首次替补出场。
2008年9月10日，莱万多夫斯基在20歲生日後三周，在波蘭主帥本哈克的手下迎來處子秀，他在對陣聖馬利諾的比賽中替補出場，不到10分鐘被接到斯莫拉雷克的助攻後打進其國家隊處子球。歷史上，只有榮膺歐洲足聯五十周年紀念獎的波蘭“傳奇球員”沃齐米日·卢班斯基在更年輕的時候（16歲）就在國家隊處子秀中取得進球。2012年歐洲足球錦標賽揭幕戰比賽中莱万多夫斯基打進了本屆杯賽的首粒進球，不過球隊最終1-1被希臘逼平。
2021年6月23日，莱万多夫斯基在2020年歐洲國家盃分組賽2-3負於瑞典的比賽中梅開二度踢進兩球，但最終不敵瑞典，波蘭以積分1分排名第四止步於分組賽。
2022年11月26日，莱万多夫斯基在對陣沙烏地阿拉伯的2022年國際足協世界盃C組的比賽中踢進在世界盃的首球。
2024年6月10日，莱万多夫斯基在對陣土耳其的友誼賽比賽中達成第150次代表國家隊出場，打破了全國紀錄。世界上只有42名球員達到了這個成就。

## 个人生活
莱万多夫斯基的父亲Krzysztof曾经获得过波兰柔道冠军，也曾跟随华沙Hutnik队在波兰二级联赛征战。他的母亲Iwona是一名排球运动员，效力于华沙AZS，后担任Partyzant Leszno俱乐部副主席。他的姐姐Milena同样是排球选手，代表过21岁以下国家队参赛。
妻子安娜·斯塔楚斯卡赢得过2009年空手道世界杯铜牌。2013年夏天，他们于华沙完婚，現育有兩個女兒。安娜在2016年開始成為波蘭特殊奧林匹克委員會主席。
除了他的母語波蘭語之外，萊萬多夫斯基還會說英語和德語。
2017年10月，在進球幫助波蘭獲得2018年世界杯參賽資格後的第二天，萊萬多夫斯基在華沙體育教育學院拿到了體育教育學士學位，其中學習包括教練和管理，結束了十年的學習。
2022年2月，萊萬多夫斯基譴責俄羅斯入侵烏克蘭，並在德甲比賽中佩戴藍黃臂章，表達了對烏克蘭人民的聲援。該臂章後來以27,000茲羅提拍賣，這筆錢用於為烏克蘭購買人道援助。

## 职业生涯统计
| 俱乐部         | 赛季         | 联赛         | 國內聯賽 | 國內聯賽 | 国内杯赛 | 国内杯赛 | 欧洲赛事 | 欧洲赛事 | 其他 | 其他 | 总计 | 总计 |
| 俱乐部         | 赛季         | 联赛         | 出场     | 進球     | 出场     | 進球     | 出场     | 進球     | 出场 | 進球 | 出场 | 進球 |
| -------------- | ------------ | ------------ | -------- | -------- | -------- | -------- | -------- | -------- | ---- | ---- | ---- | ---- |
| 普魯什科夫火炬 | 2006-07      | 波丙         | 27       | 15       | 2        | 1        | –        | –        | –    | –    | 29   | 16   |
| 普魯什科夫火炬 | 2007-08      | 波乙         | 32       | 21       | 2        | 0        | –        | –        | –    | –    | 34   | 21   |
| 普魯什科夫火炬 | 總計         | 總計         | 59       | 36       | 4        | 1        | 0        | 0        | 0    | 0    | 63   | 37   |
| 波茲南萊克     | 2008-09      | 波甲         | 30       | 14       | 6        | 2        | 12       | 4        | –    | –    | 48   | 20   |
| 波茲南萊克     | 2009-10      | 波甲         | 28       | 18       | 1        | 0        | 4        | 2        | 1    | 1    | 34   | 21   |
| 波茲南萊克     | 總計         | 總計         | 58       | 32       | 7        | 2        | 16       | 6        | 1    | 1    | 82   | 41   |
| 多特蒙德       | 2010-11      | 德甲         | 33       | 8        | 2        | 0        | 8        | 1        | –    | –    | 43   | 9    |
| 多特蒙德       | 2011-12      | 德甲         | 34       | 22       | 6        | 7        | 6        | 1        | 1    | 0    | 47   | 30   |
| 多特蒙德       | 2012-13      | 德甲         | 31       | 24       | 4        | 1        | 13       | 10       | 1    | 1    | 49   | 36   |
| 多特蒙德       | 2013-14      | 德甲         | 33       | 20       | 4        | 2        | 9        | 6        | 1    | 0    | 47   | 28   |
| 多特蒙德       | 總計         | 總計         | 131      | 74       | 16       | 10       | 36       | 18       | 3    | 1    | 186  | 103  |
| 拜仁慕尼黑     | 2014-15      | 德甲         | 31       | 17       | 5        | 2        | 12       | 6        | 1    | 0    | 49   | 25   |
| 拜仁慕尼黑     | 2015-16      | 德甲         | 32       | 30       | 6        | 3        | 12       | 9        | 1    | 0    | 51   | 42   |
| 拜仁慕尼黑     | 2016-17      | 德甲         | 33       | 30       | 4        | 5        | 9        | 8        | 1    | 0    | 47   | 43   |
| 拜仁慕尼黑     | 2017-18      | 德甲         | 30       | 29       | 6        | 6        | 11       | 5        | 1    | 1    | 48   | 41   |
| 拜仁慕尼黑     | 2018-19      | 德甲         | 33       | 22       | 5        | 7        | 8        | 8        | 1    | 3    | 47   | 40   |
| 拜仁慕尼黑     | 2019-20      | 德甲         | 31       | 34       | 5        | 6        | 10       | 15       | 1    | 0    | 47   | 55   |
| 拜仁慕尼黑     | 2020-21      | 德甲         | 29       | 41       | 1        | 0        | 6        | 5        | 3    | 2    | 40   | 48   |
| 拜仁慕尼黑     | 2021-22      | 德甲         | 34       | 35       | 1        | 0        | 10       | 13       | 2    | 2    | 46   | 50   |
| 拜仁慕尼黑     | 總計         | 總計         | 253      | 238      | 33       | 29       | 78       | 69       | 11   | 8    | 375  | 344  |
| 巴塞罗那       | 2022-23      | 西甲         | 34       | 23       | 3        | 2        | 7        | 6        | 2    | 2    | 46   | 33   |
| 巴塞罗那       | 2023-24      | 西甲         | 35       | 19       | 3        | 2        | 9        | 3        | 2    | 2    | 49   | 26   |
| 巴塞罗那       | 2024-25      | 西甲         | 34       | 27       | 3        | 3        | 13       | 11       | 2    | 1    | 52   | 42   |
|                | 總計         | 總計         | 69       | 42       | 6        | 4        | 16       | 9        | 4    | 4    | 95   | 59   |
| 職業生涯總計   | 職業生涯總計 | 職業生涯總計 | 570      | 422      | 66       | 46       | 146      | 102      | 19   | 14   | 801  | 584  |

| 波兰 | 年份 | 友谊赛 | 友谊赛 | 外围赛 | 外围赛 | 决赛周 | 决赛周 | 总计 | 总计 |
| 波兰 | 年份 | 出场   | 進球   | 出场   | 進球   | 出场   | 進球   | 出场 | 進球 |
| ---- | ---- | ------ | ------ | ------ | ------ | ------ | ------ | ---- | ---- |
| 波兰 | 2008 | 1      | 1      | 5      | 2      | -      | -      | 6    | 3    |
| 波兰 | 2009 | 1      | 0      | 4      | 0      | -      | -      | 5    | 0    |
| 波兰 | 2010 | 13     | 5      | -      | -      | -      | -      | 13   | 5    |
| 波兰 | 2011 | 11     | 4      | -      | -      | -      | -      | 11   | 4    |
| 波兰 | 2012 | 4      | 1      | 5      | 2      | 3      | 1      | 12   | 4    |
| 波兰 | 2013 | 4      | 0      | 14     | 4      | -      | -      | 18   | 4    |
| 波兰 | 2014 | 2      | 1      | 4      | 4      | -      | -      | 6    | 5    |
| 波兰 | 2015 | 1      | 2      | 6      | 8      | -      | -      | 7    | 10   |
| 波兰 | 2016 | 3      | 0      | 4      | 7      | 5      | 1      | 12   | 8    |
| 波兰 | 2017 | -      | -      | 6      | 9      | -      | -      | 6    | 9    |
| 波兰 | 2018 | 8      | 4      | -      | -      | 3      | 0      | 11   | 4    |
| 波兰 | 2019 | -      | -      | 10     | 6      | -      | -      | 10   | 6    |
| 波兰 | 2020 | 5      | 2      | -      | -      | -      | -      | 5    | 2    |
| 波兰 | 2021 | 1      | 0      | 7      | 8      | 3      | 3      | 11   | 11   |
| 波兰 | 2022 | 5      | 1      | -      | -      | 3      | 0      | 8    | 1    |
| 波兰 | 2023 | 2      | 1      | 6      | 3      | -      | -      | 8    | 4    |
| 波兰 | 2024 | 4      | 1      | 2      | 0      | 2      | 1      | 8    | 2    |
| 总计 | 总计 | 65     | 23     | 73     | 53     | 19     | 6      | 157  | 82   |

## 榮誉

### 俱乐部
普魯什科夫火炬
- 波蘭足球丙級聯賽冠軍：2006–07

 波兹南莱克
- 波蘭足球甲級聯賽冠軍：2009–10
- 波兰杯冠軍：2008–09
- 波蘭超級杯冠軍：2009

 多特蒙德
- 德国足球甲级联赛冠軍：2010–11、2011–12
- 德國盃冠軍：2011–12
- 德國超級盃冠軍：2013

 拜仁慕尼黑
- 德国足球甲级联赛冠軍：2014–15、2015–16、2016–17、2017–18、2018–19、2019–20、2020–21、2021–22
- 德國盃冠軍：2015–16、2018–19、2019–20
- 德國超級盃冠軍：2016、2017、2018、2020[34]、2021
- 欧洲冠军联赛冠軍：2019–20[35]
- 歐洲超級盃冠軍：2020
- 世界冠軍球會盃冠軍：2020

 巴塞隆拿
- 西班牙足球甲级联赛冠軍：2022–23[36]、2024–25[37]

- 西班牙超級盃冠軍：2022–23[38]、2024–25

- 西班牙國王盃冠軍：2024–25[39]

### 個人
- 波甲神射手：2009–10（18球）
- 波蘭最佳運動員：2011、2012、2013、2014、2015、2016、2017
- 德甲神射手：2013-14（20球）、2015-16（30球）、2017-18（29球）、2018-19（22球）、2019-20（34球）、2020-21（41球）
- 德甲聯賽最佳球員：2011-12[40], 2019-20
- 德甲聯賽單場個人最多進球數：2015-16（5球）[41]
- 歐聯神射手：2019-20（15球）
- 欧洲冠军联赛年度最佳前鋒：2019-20
- 歐洲最佳球員：2019-20
- 國際足總最佳男子球員：2020-21、2021-2022
- 歐洲金靴獎：2020-21
- 金球獎年度最佳前鋒獎：2021
- 金球獎盖德·穆勒奖：2022
- 勞倫斯世界體育獎傑出成就獎：2022[42]
- 金足奖：2022
- 体育图片报德甲傳奇獎：2023
- 皮奇奇獎盃（英语：Pichichi Trophy）：2022-23[43]

### 勳章
- 波蘭復興勳章指揮官十字級：2021年[44]
- 微笑勋章：2022年[45]